# Miles M.20
Le Miles M.20 est un avion militaire britannique, de type avion de chasse, de la Seconde Guerre mondiale développé par Miles Aircraft (en) en 1940. 

## Historique

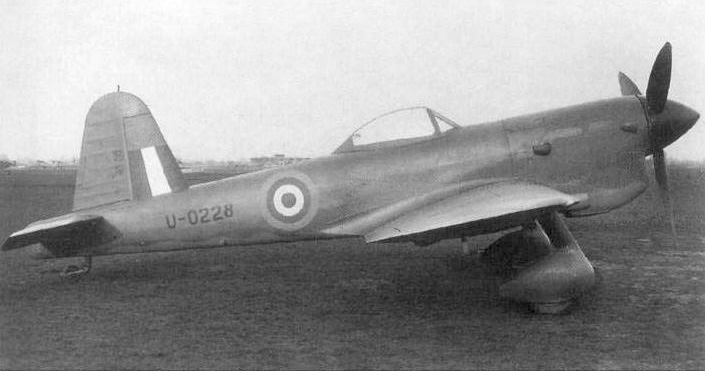
Vue de profil d'un prototype.

Il a été conçu comme un « chasseur d'urgence » simple et rapide à construire pour compléter les Spitfire et Hurricane de la Royal Air Force si leur production devait être perturbée par les bombardements de la Luftwaffe prévus pour la préparation de l'invasion allemande de l'Angleterre. En raison du déplacement ultérieur de l'effort de bombardement allemand après la bataille d'Angleterre vers les villes britanniques dans ce qui est devenu connu sous le nom de Blitz, ainsi que de la dispersion de la fabrication de chasseurs britanniques, le bombardement par la Luftwaffe des usines Spitfire et Hurricane d'origine n'a pas sérieusement affecté leur production. Le M.20 s'est révélé inutile et la conception n'a pas été poursuivie,,,.
Il est armé de huit mitrailleuses, et pouvait en emporter théoriquement jusqu’à douze.
Un second prototype est construit en 1941 pour évaluer la possibilité de l'employé à bord de porte-avions ou de Catapult Armed Merchantmen, cela resta sans suite.